# USS Independence (CVL-22)
«Индепенденс» (англ. USS Independence (CVL-22)) — лёгкий авианосец США одноимённой серии.

## История создания
Заложен 1 мая 1941 как крейсер типа «Кливленд» (англ. Cleveland) под названием «Амстердам» (англ. Amsterdam (CL-59)). 10 мая 1942 переклассифицирован в авианосец и тогда же переименован в «Индепенденс». Спущен на воду 22 августа 1942 года. В строю с 31 августа 1943 года.

## История службы

### Вторая мировая война
Прибыл на театр военных действий с авиагруппой CVGL-22. Участвовал в рейдах на остров Минамитори (31 августа 1943 года), остров Уэйк (5-6 октября 1943 года), Рабаул (11 ноября 1943). Обеспечивал высадку на острова Гилберта (13—20 ноября 1943 г.).
20 ноября 1943 был повреждён попаданием торпеды, сброшенной японским самолётом G4M «Бетти». Взрыв произошёл в кормовой части по правому борту. Были затоплены кормовые машинное и котельное отделения, скорость упала до 13,5 узлов. Потери экипажа составили 17 человек убитыми и 43 ранеными. Был отправлен в США на ремонт.
Вернулся в августе 1944 года с авиагруппой CVGL-41. Обеспечивал высадку десантов на Западные Каролинские острова (28 августа — 24 сентября 1944), совершил рейд на острова Рюкю, Формоза и Лусон (10—19 октября 1944). Прикрывал десантные операции (20 октября — 27 ноября 1944), участвовал в битве в заливе Лейте (23—26 ноября 1944).

25 ноября легко повреждён вследствие падения американского самолёта.

Наносил удары по аэродромам на островах Формоза, Рюкю, Лусон, в Индокитае и Гонконг (30 декабря 1944 — 22 января 1945).
После замены авиагруппы (13 марта 1945 взял на борт CVGL-46) совершил рейд на Токио и военно-морскую базу Куре (14—19 марта 1945). Затем участвовал в бомбардировке японских аэродромов на островах Окинава, Рюкю и Кюсю (23—31 марта 1945), прикрывал десантную операцию на Окинаву (8 апреля — 13 июня 1945).
1 июля 1945 состоялась замена авиагруппы. Самолёты CVGL-27 нанесли удары по Токио, Кобе, Нагое, Куре, Майдзуру, острову Хоккайдо (10—18 и 24—30 июля, 9—15 августа 1945).
Всего за время войны истребители с «Индепенденса» сбили 78 японских самолётов.

### Послевоенное время
Выведен из состава флота 28 августа 1946. Использовался как мишень при испытаниях атомного оружия у атолла Бикини. Остался на плаву, в июне 1947 года отбуксирован в Сан-Франциско.
Потоплен 29 июня 1951 при испытании новых видов оружия.